# Nannoniscus detrimentus
Nannoniscus detrimentus är en kräftdjursart som beskrevs av Menzies och George 1972. Nannoniscus detrimentus ingår i släktet Nannoniscus och familjen Nannoniscidae. Inga underarter finns listade i Catalogue of Life.